# Mir EO-5
Mir EO-5 est la cinquième expédition de longue durée dans la station Mir. Elle dure de septembre 1989 à février 1990. L'équipage composé de deux personnes a été lancé et a atterri dans le vaisseau Soyouz TM-8, qui est resté amarré à Mir tout au long de la mission. L'équipage est souvent désigné sous le nom d'équipage Soyouz TM-8.

## Équipage
L'équipage était composé de deux cosmonautes soviétiques. Ils étaient tous les deux déjà allés dans l'espace, mais seul Viktorenko s'était déjà rendu sur Mir, lors d'une visite de sept jours au cours de la mission Mir EP-1.
| Mir EO-5         | Nom                  | Nombre de vols | Date de lancement            | Date d'atterrissage         | Durée     |
| ---------------- | -------------------- | -------------- | ---------------------------- | --------------------------- | --------- |
| Commandant       | Aleksandr Viktorenko | Second         | 5 septembre 1989 Soyouz TM-8 | 19 février 1990 Soyouz TM-8 | 166 jours |
| Ingénieur de vol | Aleksandr Serebrov   | Troisième      | 5 septembre 1989 Soyouz TM-8 | 19 février 1990 Soyouz TM-8 | 166 jours |

Les membres de l'équipage de réserve pour la mission étaient Anatoli Soloviov (commandant) et Aleksandr Balandine (Ingénieur de vol), qui ont constitué l’équipage de l’expédition suivante, Mir EO-6.